# 複素解析

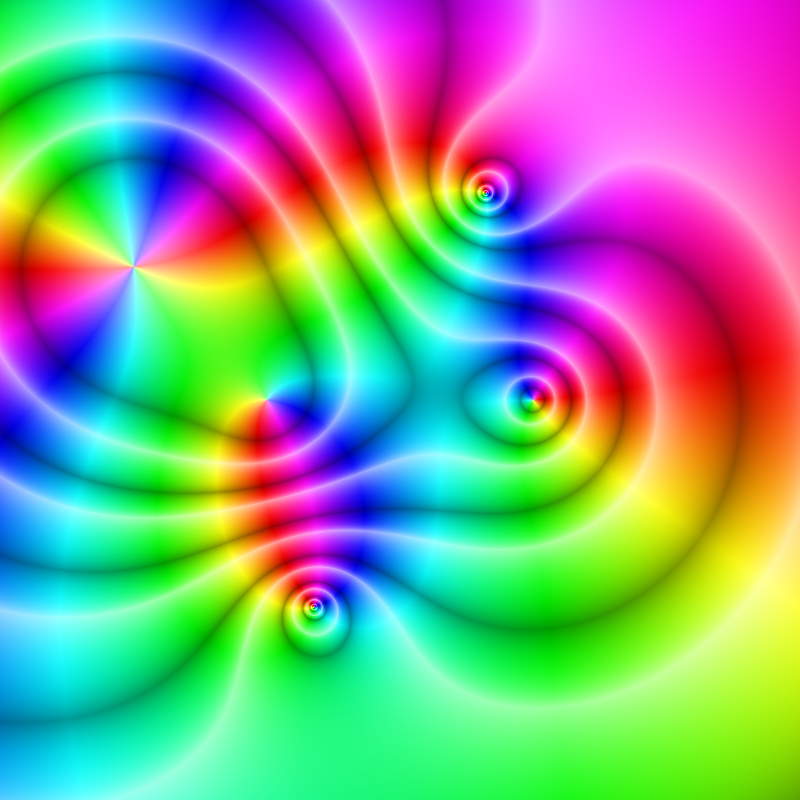
複素関数f(z) = (z2 − 1)(z − 2 − i)2/(z2+2+2i)のグラフ。色相は偏角を表し、明度（このグラフでは周期的に変化させている）は絶対値を表す。

数学の一分野である複素解析（ふくそかいせき、英: complex analysis）は、複素数上で定義された関数の微分法、積分法、変分法、微分方程式論、積分方程式論などの総称であり、複素関数論 あるいは　関数論とも呼ばれる。初等教育以降で扱う実解析に対比して複素解析というが、現代数学の基礎が複素数であることから、単に解析といえば複素解析を意味することもある。複素解析の手法は、応用数学を含む数学全般、（流体力学などの）理論物理学、（数値解析や回路理論をはじめとした）工学などの多くの分野で用いられている。

## 歴史

### 複素解析の理論に貢献した先人
複素解析は最も古くからある数学の分野の一つであり、その起源は18世紀あるいはそれより以前にまでたどることができる。レオンハルト・オイラー、カール・フリードリッヒ・ガウス、ベルンハルト・リーマン、オーギュスタン＝ルイ・コーシー、ヨースタ・ミッタク＝レフラー、ワイエルシュトラスといった数学者や他の多くの20世紀の数学者たちが複素解析の理論に貢献している。

### 複素解析の応用
歴史的に複素解析、特に等角写像の理論は工学・地図学・物理学に多くの応用があるが、解析的整数論全般にわたっても応用されている。近年は複素力学系の勃興や正則関数の繰り返しによって与えられるフラクタル図形（有名な例としてマンデルブロ集合が挙げられる）の研究などによって有名になっている。
他の重要な応用として共形変換に対して作用が不変な場の量子論である共形場理論が挙げられる。また電気工学におけるフェーザ表示、固体力学における応力関数、流体力学における複素速度ポテンシャルなど、工学の様々な分野にも応用されている。

## 複素関数
複素関数とは、自由変数と従属変数がともに複素数の範囲で与えられるような関数である。より正確に言えば複素平面の部分集合上で定義された複素数値の関数が複素関数と呼ばれる。複素関数に対し自由変数や従属変数を実部と虚部とに分けて考えることができる。
{\displaystyle z=x+iy,\,w=f(z)=u(x,y)+iv(x,y),}
ここで {\displaystyle x,y,u(x,y),v(x,y)\in \mathbb {R} .}
従って複素関数の成分
{\displaystyle u=u(x,y),}
{\displaystyle v=v(x,y)}
は、2つの実変数 x, y についての実数値関数だと考えることができる。複素解析の基本的な概念は、指数関数、対数関数、三角関数などの実関数を複素関数に拡張することにより与えられることが多い。

## 正則関数
正則関数とは、複素平面のある領域 D で定義され、定義域の全体で複素微分可能、つまり任意の a ∈ D に対し z の a への近づき方に依らずに極限
{\displaystyle f'(a)={\frac {\mathrm {d} f}{\mathrm {d} z}}(a)=\lim _{z\to a}{\frac {f(z)-f(a)}{z-a}}}
が定まる複素関数 f(z) をいう。
複素関数については複素微分可能であることと解析的であること、つまり
- 任意の a ∈ D に対して複素係数のべき級数

{\displaystyle \sum _{n=0}^{\infty }c_{n}\left(z-a\right)^{n}=c_{0}+c_{1}(z-a)^{1}+c_{2}(z-a)^{2}+\cdots }
が定まり、
- a から一定の距離（収束半径）の範囲でこの級数が収束して、
- 収束値が関数値 f(z) に一致すること

が同値である。そのため、複素解析においては正則関数 (holomorphic function) 、複素微分可能関数 (complex differentiable function) 、解析関数 (analytic function) という用語は同義になる。複素関数が複素微分可能でない点を特異点 (singularity) という。

### 特異点の分類
複素解析は解析的な領域を主として探求する分野であるが、複素関数に特異点がある場合、特異点を含む領域全体における大局的な挙動は特異点に支配される。したがって、特異点の位置や性質を研究することは複素解析の範疇に含まれる。
特異点には孤立したものと孤立しないものとがあるが、複素解析の対象となるのは主に孤立した特異点である。

#### 孤立特異点
孤立特異点は、可除特異点、極 、真性特異点に分類される。除去可能な特異点とは、その点における値を適当に取り直すことにより、複素函数をその近傍で解析的にすることができるときに言う。極とは、複素函数 f(z) の特異点 z = a であって、(z − a)nf(z) において除去可能な特異点となる自然数 n が存在するものをいう。真性特異点とは、除去可能でも極でもない孤立特異点をいう。

#### 非孤立特異点
非孤立特異点は、特異点が稠密に連なっているために、その近傍に必ず他の特異点を含んでしまう特異点をいう。例えば f(z) = 1/sin(1/z) は z = 0 に非孤立特異点を持つ（z = ±1/nπ は 0 以外の、孤立していない真性特異点、ただし n は任意の自然数）。この他に、定義域の自然な境界（解析接続によって越えられない壁）や多価関数を一価関数として扱うために導入する分岐切断 (branch cut) も一種の特異点と考えられる。分岐切断の端点を分岐点 (branch point) というが、分岐切断があるかぎり、分岐点は孤立した特異点になりえない。しかし、分岐切断は（分岐点を固定してホモトープである限り）どこに置いてもよいものであるから都合に合わせて分岐切断を動かせば、分岐点をあたかも孤立した特異点であるかのように扱える。この発想はリーマン面に通ずる。分岐点は代数分岐点と対数分岐点に分類されるが、代数特異点、対数特異点と呼ばれることもある。

### 複素関数の分類
複素関数が微分可能であるということは、実関数が微分可能であるということに比べて遥かに強い制約条件である。一階微分可能な複素関数は無限階微分可能であり、積分可能であり、解析的である。定義域（もしくは考察の対象となっている領域）の全体で正則な関数を正則関数といい、特に複素平面全体を定義域とする正則関数を整関数という。孤立した極を除いて正則な関数を有理型関数という。指数関数、正弦関数、余弦関数、多項式関数など、多くの初等関数は整関数であるが、正接関数({\displaystyle \tan })などは極を持つから有理型であり、対数関数は負の実軸に分岐を持ち正則でない。ガンマ関数は負の整数に極を持つから有理型であるが、右半平面に限れば正則である。

## 著しい特徴

### 複素線積分
複素解析においてよく用いられる道具立てに複素線積分がある。コーシーの積分定理によって、閉じた経路で囲まれた領域の内側全体で正則になっている関数を、その経路上線積分した値はかならず 0 になるということがわかる。もし正則関数が特定の点を極にしているとき、つまりそこで関数の値が「爆発」し有限の値をとらないときには、その点での関数の留数を求めることで線積分の値を決定できる。各複素数における正則関数の値は、その点のまわりの円周上での（考えている正則関数に応じて構成される有理型関数の）線積分の値として求めることができる（コーシーの積分公式）。また、正則関数の線積分に関する留数の理論を用いることで複雑な実積分の値を決定することもできるようになる。

### カゾラーティ・ワイエルシュトラスの定理
カゾラーティ・ワイエルシュトラスの定理によって真性特異点のまわりでの正則関数の挙動に関する驚くべき性質が導かれる。特異点のまわりでの関数の挙動はテイラー級数に類似のローラン級数によって記述される。

### リウヴィルの定理
リウヴィルの定理によって複素平面全体で有界な正則関数は定数関数に限られることがわかるが、これをもちいて複素数体が代数的閉体であるという代数学の基本定理の自然で簡単な証明が与えられる。

### 解析接続
正則関数の重要な性質に、正則関数の連結な領域上全体での挙動が任意のより小さい領域上の挙動によって決定されてしまう（一致の定理）、というものがある。大きい領域全体でのもとの関数は小さい領域上に制限して考えたものの解析接続とよばれる。このような原理によってリーマンゼータ関数など、限られた領域上でしか収束しない級数によって定義されていた関数を複素平面全体に正則関数や有理型関数として拡張することが可能になる。場合によっては自然対数などのように複素平面内の単連結でない領域への解析接続が不可能なこともあるが、リーマン面とよばれる曲面を導入することでその上の正則関数としての「解析接続」を考えることができる。

### 多変数複素解析
上記の結果はすべて一変数に関する複素解析のものであるが、多変数複素解析についても豊かな理論が存在し、べき級数展開などの解析的な性質が成立している。一方で共形性などの一変数正則関数が持つ幾何学的な性質は拡張されず、リーマンの写像定理が示すような複素平面の領域に関する共形関係性などの複素一変数の理論では成立する重要な性質が複素二変数以上の理論ではもはや成立しない。

### 数値解析と複素解析の関係を解説する文献
- 森正武『数値解析と複素関数論』筑摩書房〈数理科学シリーズ〉、1975年。 NCID BN00646591。NDLJP:12607870。
- 森正武「数値解析と超函数論 (超函数論と偏微分方程式の理論)」『数理解析研究所講究録』第145巻、京都大学数理解析研究所、1972年5月、1-11頁、CRID 1050282810628520576、hdl:2433/106735、ISSN 1880-2818。
- Peter Henrici, Applied and Computational Complex Analysis, Volume 1-3, Wiley Classics Library.
- Bobenko, A. I. (2011). Computational approach to Riemann surfaces (Lecture Notes in Mathematics 2013). en:Springer Science & Business Media.
- TAKAHASI, H. (2005). “Complex function theory and numerical analysis”. Publ. RIMS Kyoto Univ. (京都大学) 41:  979-988. CRID 1570854177153757184. ISSN 00345318. NAID 110002328933.
- Numerical Complex Analysis by Sheehan Olver

### 流体力学との関係を解説する文献
- 今井功『複素解析と流体力学』日本評論社、1989年。ISBN 9784535606012。国立国会図書館書誌ID:000001999222。

### 定理
- 代数学の基本定理
- 一致の定理
- 偏角の原理
- ルンゲの定理
- リーマンの写像定理
- カゾラーティ・ワイエルシュトラスの定理

### 方程式
- コーシー・リーマンの方程式
- 複素領域の常微分方程式（複素微分方程式）
  - パンルヴェ方程式
  - リッカチの微分方程式
  - ホイン函数#ホインの方程式
  - ガウスの微分方程式

### 関連分野
- 漸近展開
  - メリン変換
  - en:Watson's lemma
  - en:Laplace's method
  - en:Stationary phase approximation
- 複素多様体
  - リーマン面
  - リーマン球面
  - 複素射影空間
- 複素力学系
- ネヴァンリンナ理論
- 多変数複素関数

### 特殊関数
- ガンマ関数
  - ボーア・モレルップの定理
  - スターリングの公式
  - qガンマ関数（英語版、スペイン語版）
  - 楕円ガンマ関数（英語版、スペイン語版）
- 超幾何級数
  - 合流型超幾何関数（英語版、フランス語版、中国語版）
  - q超幾何級数
  - 楕円超幾何級数（英語版）
- 楕円関数
  - 楕円積分
  - 算術幾何平均
  - ヤコビの楕円関数
  - ヴァイエルシュトラスの楕円函数
- 直交多項式
  - アスキースキーム
  - ロドリゲスの公式
  - クリストフェル・ダルブーの公式（英語版）

### 積分
- 複素積分
- 留数
- コーシーの積分定理
- コーシーの積分公式

### 複素解析の研究者

#### 海外
- エルンスト・リンデレーフ（英語版、ドイツ語版、スペイン語版）
- ロルフ・ネヴァンリンナ
- ラース・ヴァレリアン・アールフォルス
- エドマンド・テイラー・ホイッテーカー（複素解析の教科書：en:A Course of Modern Analysisで知られる）
- ジョージ・ネビル・ワトソン（複素解析の教科書：en:A Course of Modern Analysisで知られる）
- リチャード・バルガ

#### 日本
- 岡潔
- 能代清
- 大沢健夫